# Philipp Karl zu Hohenlohe-Bartenstein
Philipp Karl zu Hohenlohe-Bartenstein (* 28. September 1668 in Schillingsfürst; † 15. Januar 1729 in Wetzlar) war ein deutscher Reichsgraf und Begründer der barocken Stadtanlage Bartensteins.

## Herkunft
Philipp Karl entstammte dem alten Hochadelsgeschlecht von Hohenlohe, der katholischen Linie Waldenburg-Schillingsfürst. Er wurde als Sohn des Grafen Christian zu Hohenlohe-Waldenburg-Bartenstein sowie dessen Gattin Lucia, geb. Gräfin von Gleichen und Hatzfeld (1634–1716), geboren. Die Mutter war eine Tochter des Reichshofrats Hermann Graf zu Gleichen und Hatzfeld, Herr zu Wildenburg (1603–1677), und eine Nichte des kaiserlichen Generalfeldmarschalls Melchior von Gleichen und Hatzfeld wie des Fürstbischofs Franz von Hatzfeld. Nach dem Tod seines Vaters 1675 übernahmen seine Mutter Lucia und sein Onkel, Graf Ludwig Gustav (1634–1697), die Vormundschaft. Sie endete 1686 mit der Volljährigkeit von Philipp Karl. Da die Hausgesetze eine gemeinsame Regierung von Onkel und Neffen nicht vorsahen, erfolgte 1688 die Erbteilung der Grafschaft Hohenlohe-Waldenburg-Schillingsfürst in die neu geschaffenen Grafschaften Schillingsfürst und Bartenstein.
Die Aufteilung erfolgte durch Losentscheid. Graf Ludwig Gustav erhielt Amt und Schloss Schillingsfürst. Philipp Karl erhielt die Grafschaft Bartenstein mit dem evangelischen Amt Bartenstein, der zugehörigen Burg; dazu noch das Amt Schnelldorf und die Rechte an Wolfsau. Er erhob Bartenstein zu seiner Residenz.

## Leben
Philipp Karl, Graf von Hohenlohe-Bartenstein, vermählte sich am 17. Mai 1693 mit seiner Cousine, Gräfin Sophie von Hohenlohe-Waldenburg-Schillingsfürst, Tochter von Graf Ludwig Gustav. Diese verstarb am 17. August 1698 nach der Geburt einer Tochter, nämlich der:
- Maria Franziska (* 17. August 1698 in Bartenstein; † 11. Dezember 1757 in Frankfurt am Main), Heirat am 11. August 1731 mit Landgraf Christian von Hessen-Rheinfels (1689–1755)

Am 12. Juni 1700 heiratete er eine Tochter des Landgrafen Karl von Hessen-Wanfried, die auch eine Schwester seines späteren Schwiegersohns Christian von Hessen-Wanfried war: Sophie Leopoldine, Prinzessin von Hessen-Rheinfels-Wanfried (* 17. Juli 1681; † 18. April 1724 in Wetzlar). Aus der Ehe gingen acht Kinder hervor:
- Carl Philipp Franz, späterer regierender Graf, bzw. Fürst zu Hohenlohe-Bartenstein (1702–1763), Heirat am 26. Mai 1727 mit Prinzessin Sophie Friederike von Hessen-Homburg, Gräfin von Limpurg (18. Februar 1714; † 1. Mai 1777)
- Joseph Anton Friedrich, ab 1745 Fürst zu Hohenlohe-Bartenstein-Pfedelbach (* 5. April 1707 in Bartenstein; † 14. Mai 1764 in Ellwangen)
- Anton Ruprecht Franz Ferdinand zu Hohenlohe-Bartenstein (* 23. Juni 1709 in Bartenstein; † 3. April 1745 ebenda), Heirat am 15. Februar 1737 mit Gräfin Marie Felizitas von Waldburg zu Zeil (26. Juni 1722; † 22. August 1751)
- Maria Anna Adelheid (* 4. August 1701; † 16. September 1758), Heirat 1731 mit Louis Ferdinand Joseph de Claris-Valincourt, Marquis de Laverne-de-Rodes († 1773 in Brüssel)
- Leopoldine Ernestine Juliane (* 21. August 1703 in Brüssel; † 1776 in Aachen), Heirat am 3. Juni 1731 mit Prinz Franz von Nassau-Siegen (* 18. Oktober 1678; † 4. März 1735)
- Sophie Charlotte (* 25. Juli 1704; † 5. Mai 1716 in Bartenstein)
- Louise Eleonore (* 7. Juli 1705 in Schillingsfürst; † 31. März 1707 ebenda)
- Eleonore Juliane (* 9. Mai 1708 in Bartenstein; † 29. Juli 1708 ebenda)

## Wirken
Zur Ermittlung der Vermögenswerte der Grafschaft Schillingsfürst wurde 1686 vor der Teilung eine umfangreiche Bestandsaufnahme über den Zustand der Burg Bartenstein durchgeführt. Demnach war ihr Zustand sehr schlecht, bewohnbar waren nur wenige Räume. Er erhielt 7.000 Gulden als Vermögensausgleich. Dieser Betrag war an Umbaumaßnahmen am maroden Schloss Bartenstein gebunden. Philipp Karl ließ unbewohnbare Gebäudeteile der Burg abreißen. Die Planung einer neuen Residenz blieb aus. Die Notwendigkeit, dauerhaft in Bartenstein zu wohnen, ergab sich nicht, denn er hatte am kaiserlichen Hof in Wien Ehrenämter. 1699 ernannte ihn Kaiser Leopold zum Kammerherrn, 1703 zum Geheimen Rat. Die erste große Baumaßnahme war die Errichtung der katholischen Hofkirche (die Bevölkerung im Umland war protestantisch) im Schlossareal. Baubeginn war 1712. Die Einweihung fand 1716 statt, obwohl die Bauarbeiten noch nicht gänzlich abgeschlossen waren. Im Zusammenhang mit den Baumaßnahmen wurde Personal benötigt. Ein Ort Bartenstein existierte zu dieser Zeit noch nicht. Ostwärts des Schlosses ließ Graf Philipp Karl die ersten Häuser errichten. Dort siedelte man nun vorrangig katholische Handwerker und Beamte an. 
1722 ernannte Kaiser Karl VI. den Grafen Philipp Karl zum Reichskammerrichter am Wetzlarer Reichskammergericht. Die Repräsentationspflicht band ihn an Wetzlar. Sein volljähriger Sohn Carl Philipp führte stellvertretend in Bartenstein die Regierungsgeschäfte. Im Jahre 1729 verstarb Philipp Karl, und sein Sohn Carl Philipp übernahm die Grafschaft. In den Folgejahren erfolgte der Ausbau des Ortes zur geschlossenen barocken Stadtanlage, insbesondere unter Philipp Karls Enkel, Ludwig Carl Franz Leopold zu Hohenlohe-Waldenburg-Bartenstein.